# Баня Скелі
Баня Ске́лі (араб. قبة الصخرة, Кубат ас-Сахра; івр. כיפת הסלע, Кіпат га-Села, «Баня Каменя») — мусульманське святилище на Храмовій горі в Старому місті Єрусалима. Назва походить від Наріжного Каменя, що вважається базовим каменем світобудови. Споруджене грецькими майстрами за наказом омеядського халіфа Абда аль-Маліка в 691—692 роках, під час ісламської міжусобиці, на місці Другого Єрусалимського храму, знищеного римлянами в 70 році. Спроектоване і оздоблене за взірцем сусідніх візантійських християнських церков з мозаїками. Восьмикутна форма, найімовірніше, навіяна формами Церкви сидіння Богородиці, збудованої між 451—458 рр. на шляху між Єрусалимом і Вифлеємом. Зруйноване землетрусом в 1015 р., відреставроване у 1022—1023 рр. Сильно змінило свій зовнішній вигляд в Османську і новітню добу: стіни покрили кахлями із геометричними візерунками, а дах — золотом у 1959—1961 рр. і 1993 р. Одна з найстаріших пам'яток ісламської архітектури, що збереглися до сьогодні. Розташована поруч із мечеттю аль-Акса (третьою по значимості святинею мусульманського світу).

## Назва
- План споруди:
- أ Наріжний камінь
- 1. Західні двері
- 2. Двері Раю
- 3. Двері Ланцюга
- 4. Двері Кібли
- 5. Міхраб
- 6. Відбиток[en] копита Бурака
- 7. Відбиток ступні Магомета
- 8. Сходи до печери Духів[en]

План споруди:
أ Наріжний камінь
1. Західні двері
2. Двері Раю
3. Двері Ланцюга
4. Двері Кібли
5. Міхраб
6. Петросоматогліф копита Бурака
7. Відбиток ступні Магомета
8. Сходи до Печера Духів

- Баня Ске́лі, або Баня Каменя (араб. قبة الصخرة, Qubbat al-Sakhrah, «Куббат ас-Сахра»; івр. כיפת הסלע, Kippat ha-Sela) — від Наріжного Каменя світобудови, який покриває святиня з банею[en].
- Храм Госпо́дній (лат. Templum Domini[en]), або просто Храм (лат. Templum) — назва в часи хрестоносців і Єрусалимського королівства[4][2].

## Історія
Баня Скелі споруджений на вершині гори, священної для трьох релігій — мусульман, юдеїв і християн. Тут, за переказами, Авраам (Ібрахім) збирався принести в жертву свого сина. Тут цар Соломон (Сулейман) побудував легендарний Єрусалимський храм.
За словами історика аль-Мукаддасі (Х століття), ідея будівництва полягала в тому, щоб затьмарити розташований поруч християнський храм Святого Гробу, «щоб не засліплювати уми мусульман його пишністю і величністю». Зведення Бані Скелі було сприйнято в мусульманському світі як символ перемоги і торжества ісламу. Зодчим вдалося створити будівлю, що дійсно панує над містом — в панорамі старого Єрусалиму в першу чергу впадає в очі його золота баня. Нижня частина будівлі (восьмикутник у плані) всередині розділена надвоє колонадою, що створює подвійний обхід навколо наріжного каміню.
Камінь заснування виступає над підлогою на висоту 1,5 м. Навколо скелі по периметру стоять 4 потужних стовпи, що тримають баню і безліч легких витончених колон. Висота простору під банею точно дорівнює діаметру бані (близько 20 м).
Число архітектурних елементів кожного виду чітко кратне чотирьом — священному числу мусульман.

### Араби
Баня Скелі був сильно пошкоджений землетрусами 808 і 846 років
1015 року внаслідок чергового землетрусу будівля повністю завалилася і була зведена наново у 1022—1023 роках. Баневі мозаїки відремонтували у 1027—1028 роках.

### Хрестоносці

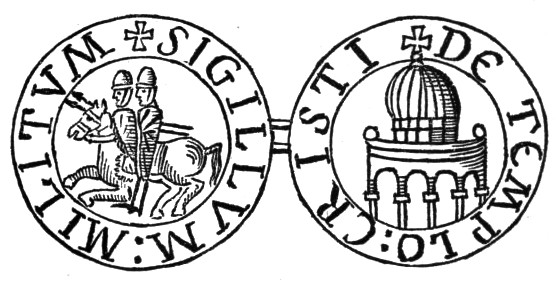
Печатка тамплієрів. XIІІ ст.

Протягом багатьох століть християнські паломники до Єрусалиму відвідували Храмову гору і мали змогу оглядати Баню Скелі. Але насильство з боку мусульман, зокрема наказ халіфа аль-Хакіма зруйнувати Церкву Святого Гробу, призвело до релігійної конфронтації і початку хрестових походів. 
1099 року, в ході Першого хрестового походу, хрестоносці захопили Єрусалим і знищили більшість його мусульманського та єврейського населення. Загарбники перетворили Баню Скелі на церкву, доручивши доглядати за ним чернечому Ордену августинців, а сусідню мечеть Аль-Акса зробили палацом єрусалимських королів.
Близько 1119 року Баню Скелі передали чернечо-лицарському Ордену тамплієрів. Назва самого ордену походила від Бані Скелі, який вони називали Храмом Господнім (лат. Templum Domini). Сусідня мечеть Аль-Акса вважалася Храмом Соломона[джерело?]. Храм Господній був одним із символів тамплієрів й фігурував на печатках великих магістрів Ордену. Він став архітектурним взірцем для ряду круглих тамплієрських церков-ротунд у Європі.
З часом, внаслідок плутанини у європейських джерелах, Баню Скелі так само стали називати Храмом Соломона, ототожнюючи його із мечеттю аль-Акси.

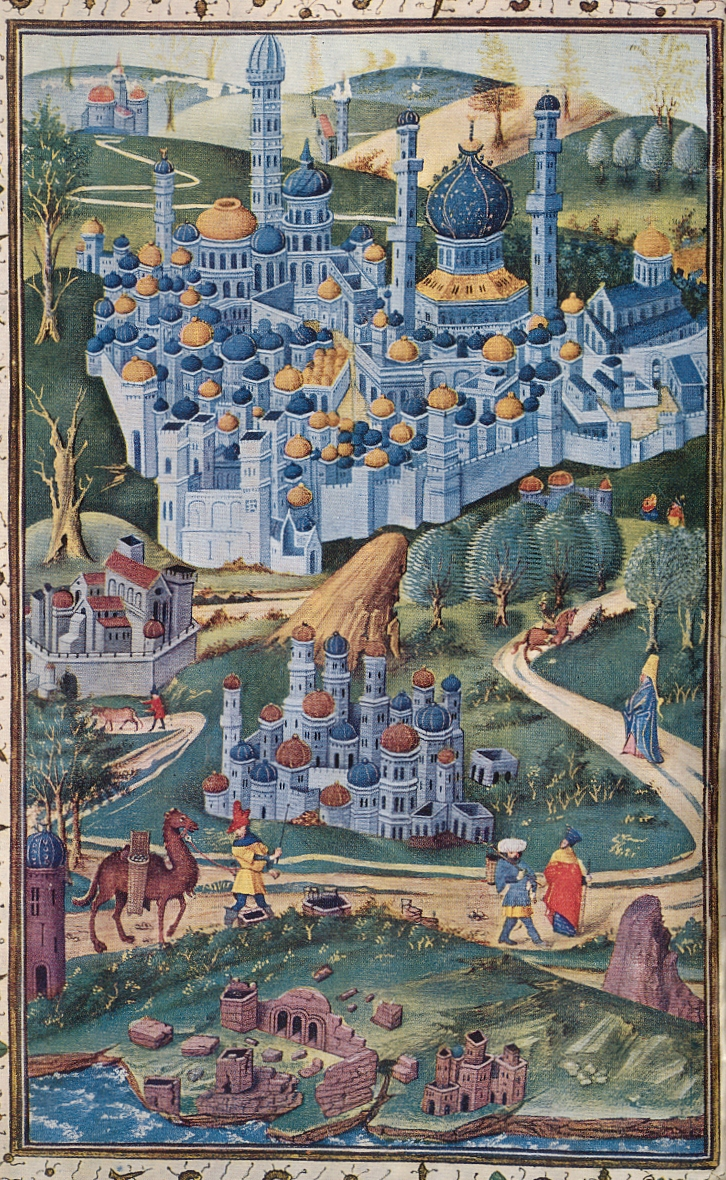
1455
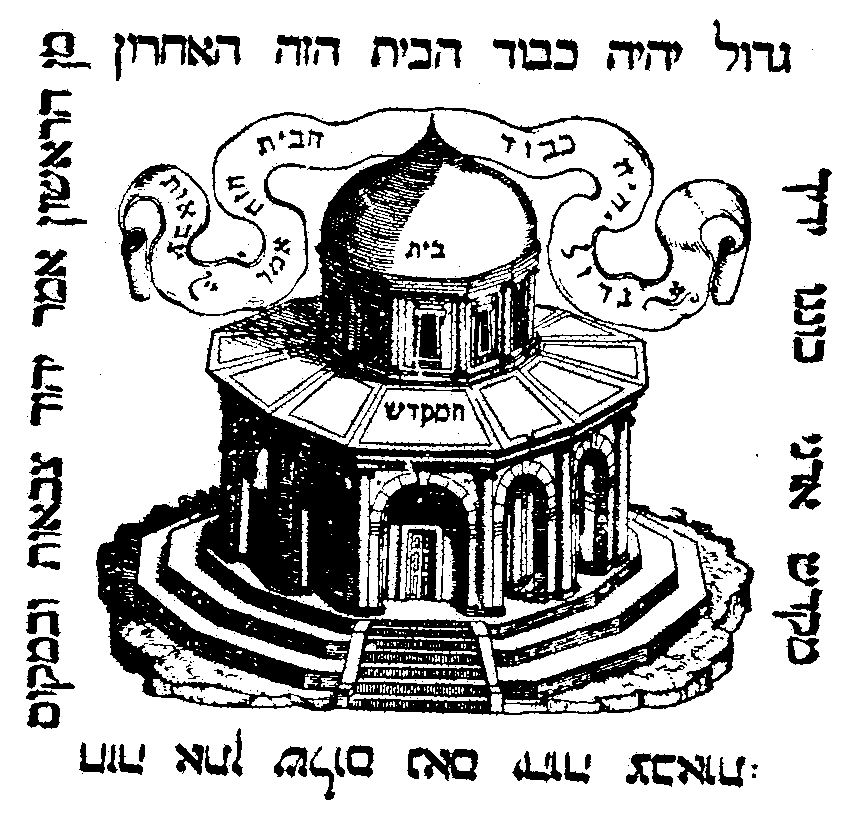
1545
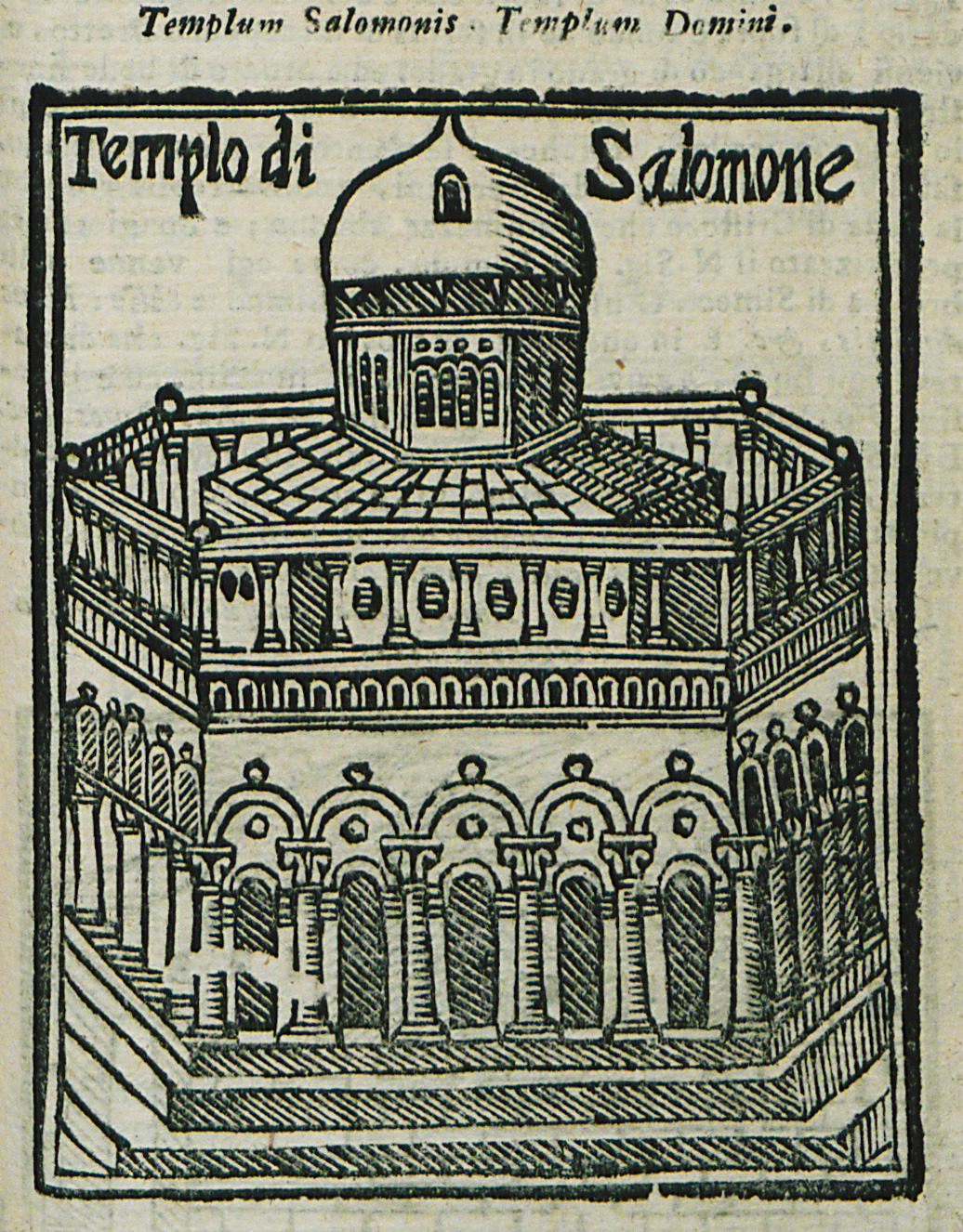
1600
Київська ротунда
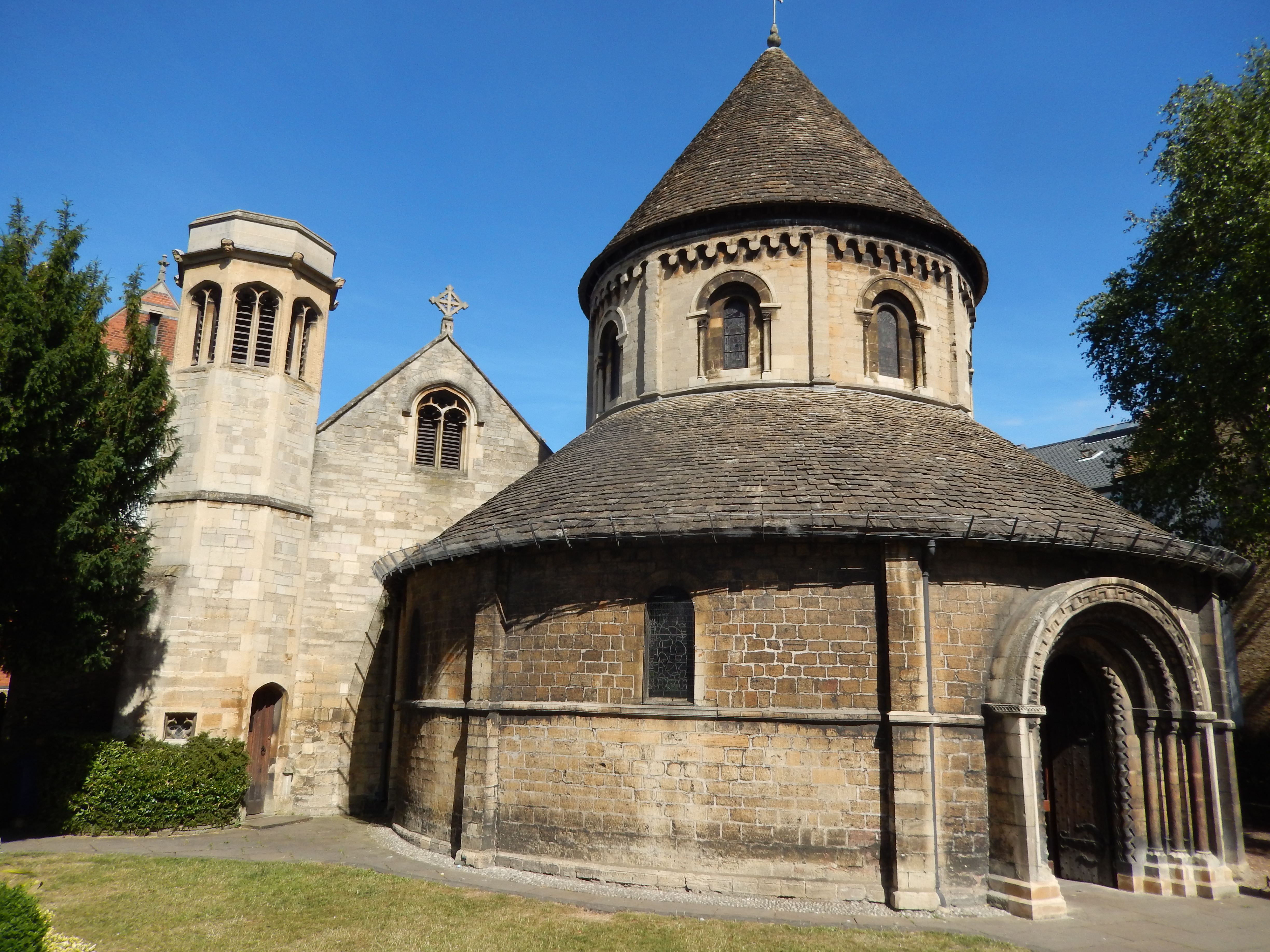
Кембриджська ротунда

## Галерея

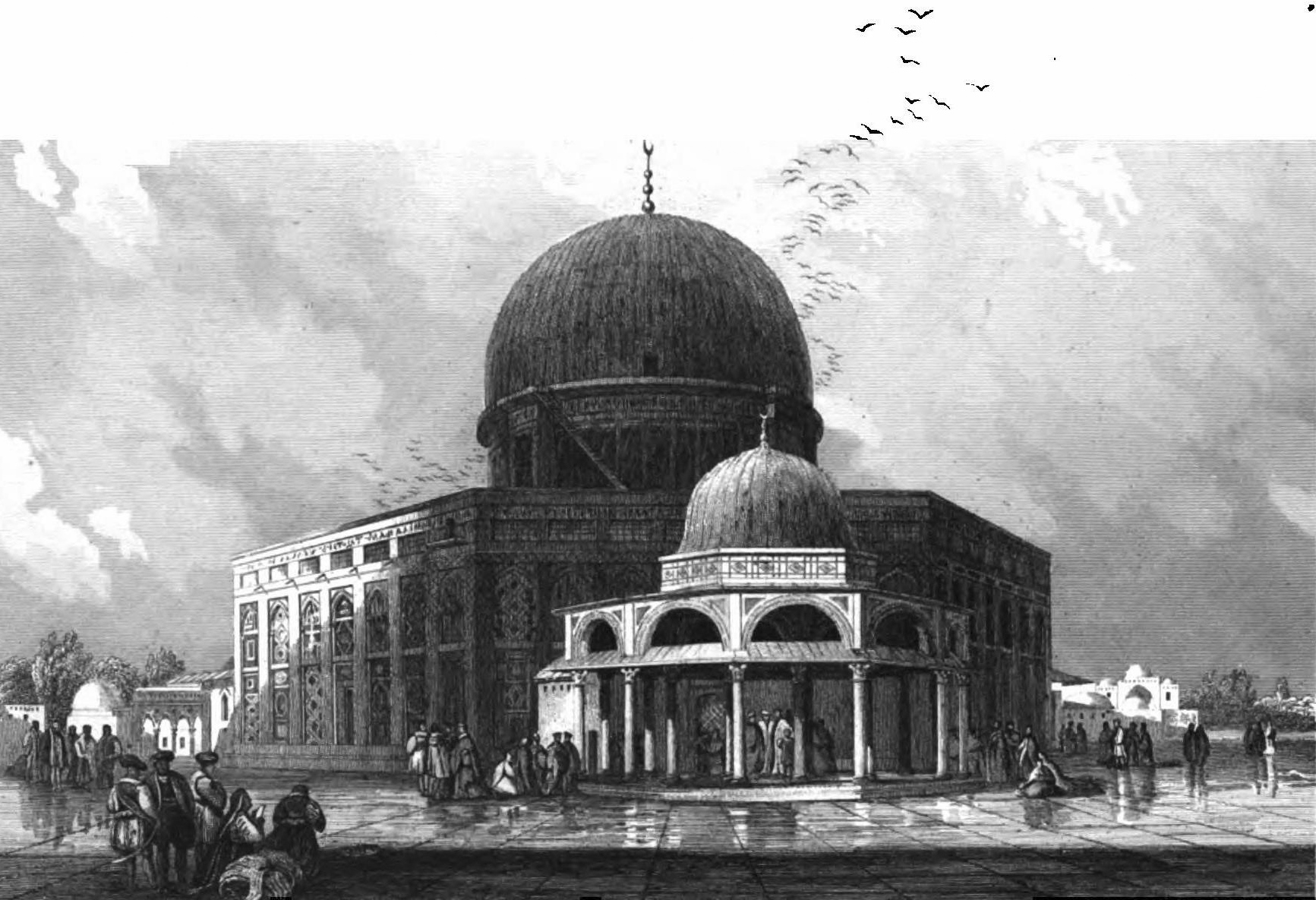
1837
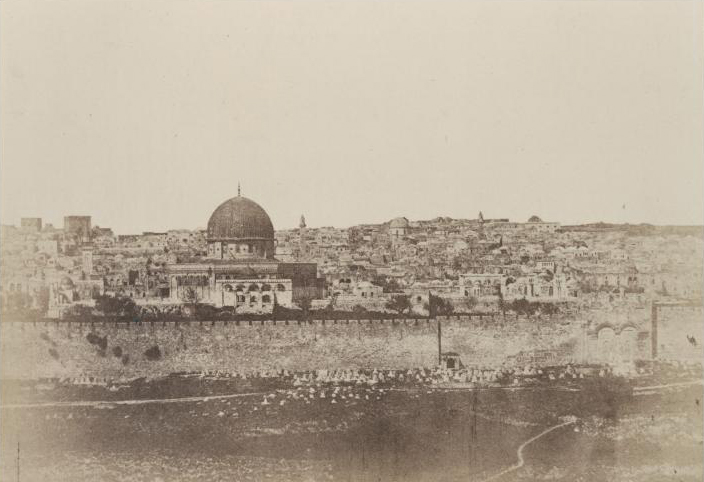
1856
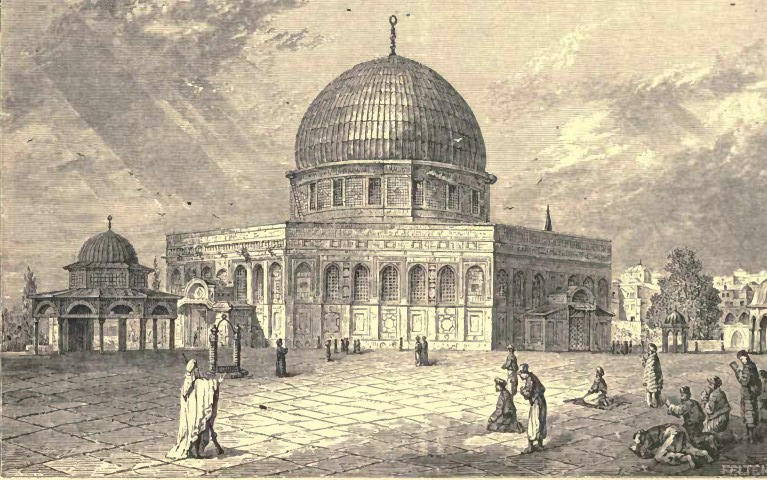
1866
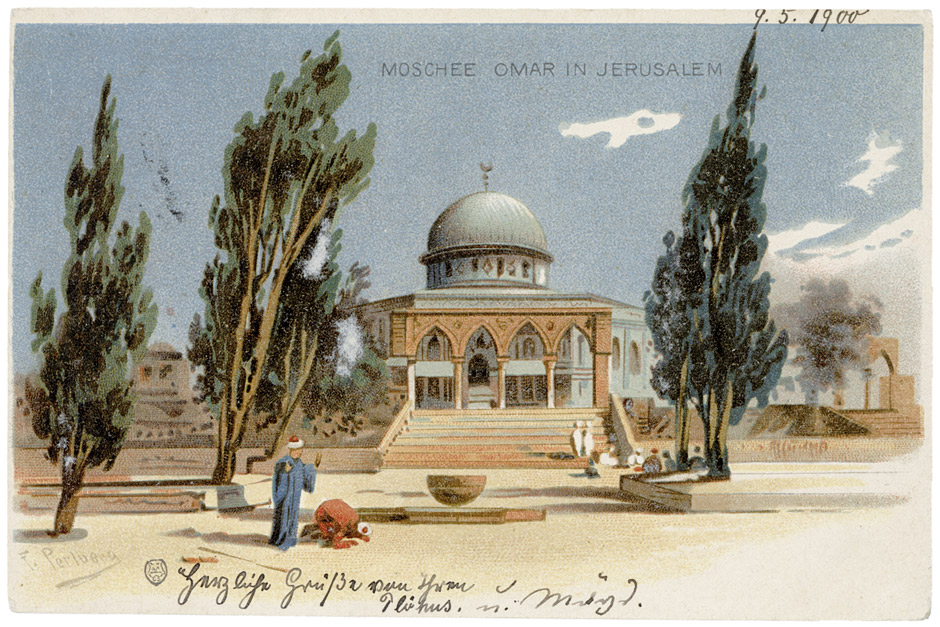
1900
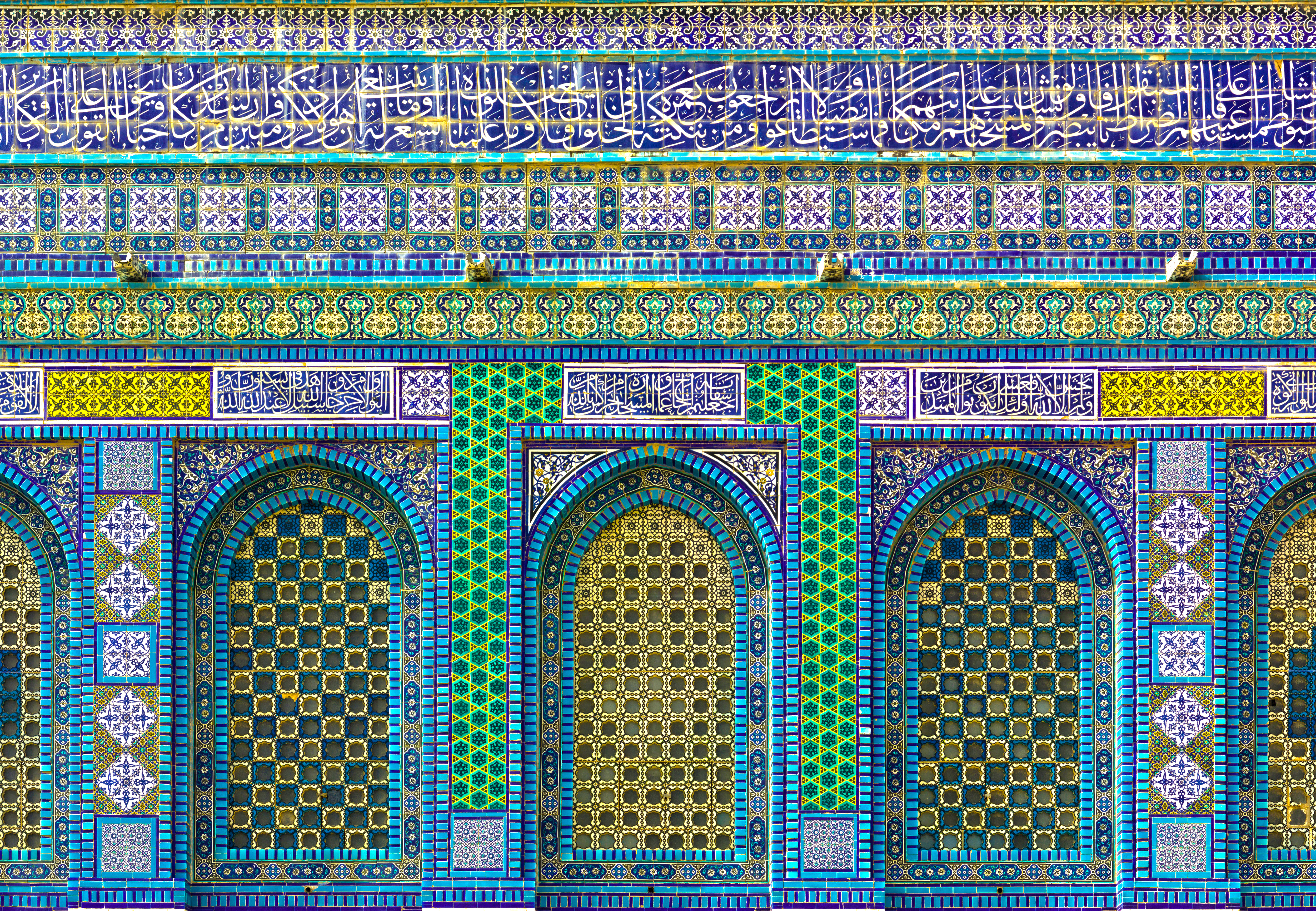
Османські кахлі. XVI ст.
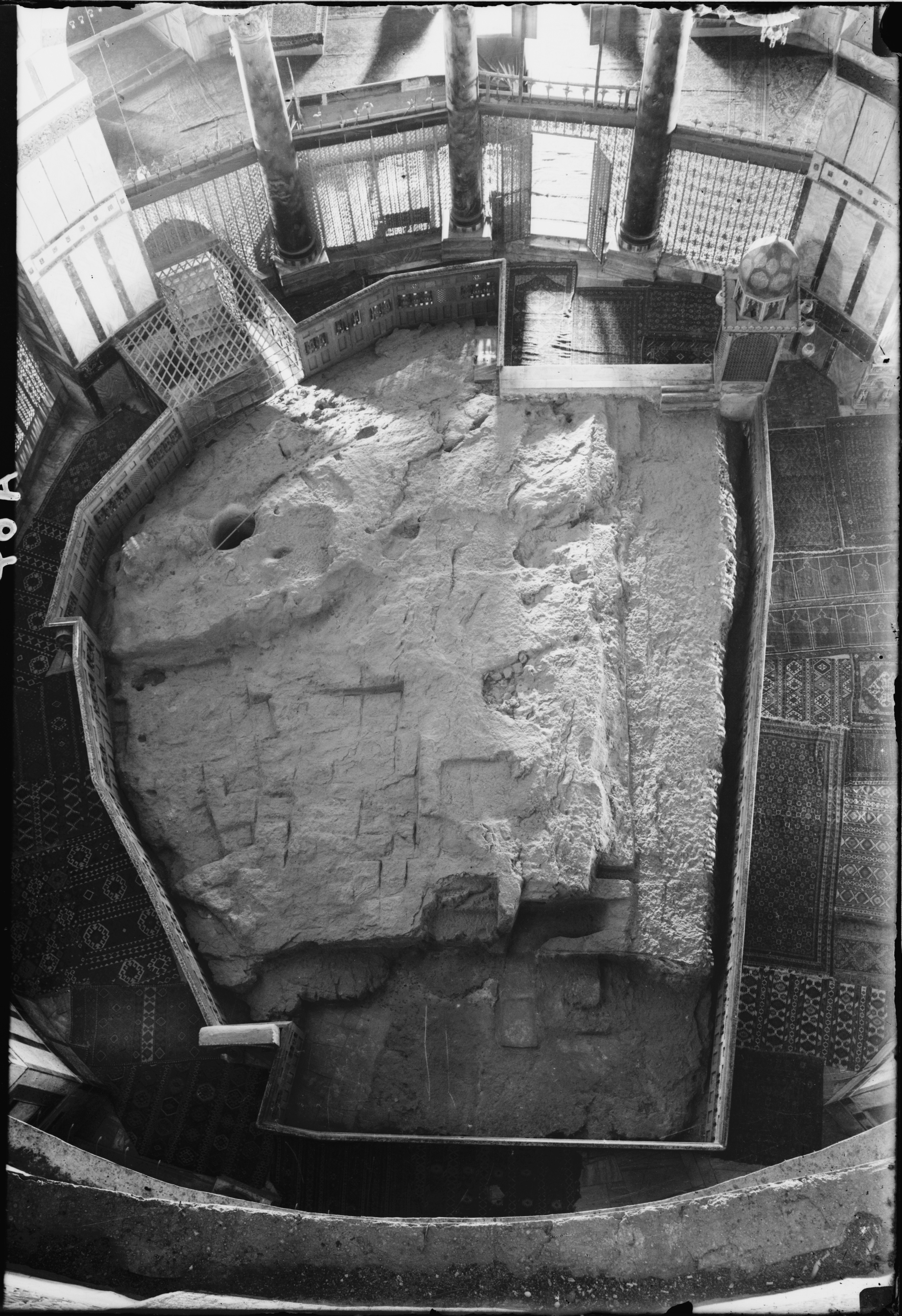
Наріжний камінь